# ディファレント・フォー・ガールズ
『ディファレント・フォー・ガールズ』（英: Different for Girls）は、1996年に製作されたイギリス・フランスの映画。日本では劇場未公開。

## キャスト
- ポール：ルパート・グレイヴス
- カール/キム：スティーヴン・マッキントッシュ
- パメラ：ミリアム・マーゴリーズ
- ジーン：サスキア・リーヴス
- アリソン：シャーロット・コールマン
- ニール：ニール・ダッジェオン（英語版）

## 受賞
- モントリオール世界映画祭 - 最優秀作品賞